# Ламбер, Мишель
Мишель Ламбер (фр. Michel Lambert; 1610, Шампиньи-сюр-Вёд — 29 июня 1696, Париж) — французский певец и композитор.

## Биография
Начинал клиросником в капелле герцога Гастона Орлеанского. Переехал в Париж и с 1636 года учился у певца Пьера де Ниэ, позднее сам давал уроки вокала. Ламберу покровительствовали влиятельные люди, в том числе герцог Орлеанский и его дочь мадемуазель де Монпансье.
В 1640 году Ламбер женился на певице Габриэле Дюпюи (ум. 1641). Их дочь Мадлен впоследствии вышла замуж за Жана Батиста Люлли. После бракосочетания карьера Ламбера была тесно связана с карьерой его свояченицы, знаменитой в то время певицы Иларии Дюпюи (1625—1709).
В 1651 году Ламбер выступил в качестве танцора в балете, данном при королевском дворе. С 1656 года он получил признание как композитор, его произведения регулярно появлялись в сборниках музыкального издателя Балларда. В основном это были арии на стихи Бенсерада и Кино. Ламбер — один из самых плодовитых вокальных композиторов второй половины XVII века.
С 1661 года он унаследовал от Жана де Камбефора должность метра камерной музыки короля при дворе Людовика XIV. В 1670 году Ламбер стал капельмейстером, в то же время его зять Люлли получил пост королевского суперинтенданта камерной музыки.
Его деятельность в качестве хормейстера и композитора драматической арии способствовала возникновению французской оперы. Его высокая репутация как учителя вокала признана многочисленными современниками . Титон дю Тийе давал в своём доме в Пюто концерты, на которых Ламбер аккомпанировал на теорбе.